# ايددينشلل (تشيشير)
ايددينشلل (بالإنجليزية: Iddinshall)‏ هي قرية وأبرشية مدنية تقع في المملكة المتحدة في إنجلترا. يقدر عدد سكانها بـ 42 نسمة .